# John Huston
John Marcellus Huston (Nevada, 5 agosto 1906 – Middletown, 28 agosto 1987) è stato un regista, attore, sceneggiatore e scrittore statunitense naturalizzato irlandese.
È considerato uno dei maestri del cinema hollywoodiano degli anni d'oro.

## Biografia

### Le origini

John Huston con la figlia Anjelica

Nacque nella città di Nevada (Missouri) col nome John Marcellus Huston, dall'attore canadese Walter Huston e da Reah Gore, giornalista. I due si separarono quando il figlio aveva poco più di tre anni. Rimasto a vivere con la madre e con la nonna, John trascorse un'infanzia e un'adolescenza movimentate, tra una città e l'altra degli Stati Uniti, fino a che sua madre si risposò con Howard E. Stevens, importante dirigente di una compagnia ferroviaria, andando a stabilirsi nel Minnesota.
Tra gli undici e i tredici anni, fu afflitto da un disturbo di crescita, erroneamente diagnosticato come grave malattia renale, per cui venne ricoverato in una clinica e sottoposto a una dieta ipocalorica e ipoproteica. Solo qualche mese dopo, compreso che si trattava di un falso allarme, i medici ne autorizzarono la dimissione. Trasferitosi in California con la famiglia, si iscrisse a una scuola superiore di Los Angeles, si avvicinò alle arti figurative, studiò il francese e imparò i rudimenti del pugilato, vincendo anche un campionato di dilettanti.
Quando venne a sapere che suo padre, ormai quarantenne, aveva fatto il suo esordio a Broadway, decise di andare a trovarlo e cominciò ad avvicinarsi al mondo della cultura, facendo la conoscenza di diverse personalità dell'epoca quali Francis Scott Fitzgerald, Eugene O'Neill, Theodore Dreiser e Sinclair Lewis. Grazie al loro appoggio, iniziò a pubblicare i primi racconti sulla prestigiosa rivista American Mercury.
John Huston era ateo.

### Sceneggiatore
Nel 1929 venne convocato da Samuel Goldwyn a Hollywood dove, per una paga di 150 dollari alla settimana, firmò il suo primo contratto come sceneggiatore alla Metro, poi alla Universal Pictures, e lavorò alla riscrittura di La sposa nella tempesta (1931), diretto da William Wyler. Dopo un breve e infruttuoso periodo alla Gaumont-British di Londra, tornò a Hollywood dove nel 1938 venne messo sotto contratto dalla Warner. In quel periodo, la Warner produceva ben 60 film all'anno e, trattandosi soprattutto di pellicole d'azione e d'avventura, era data enorme importanza alla storia e agli sceneggiatori, mentre ad esempio alla Metro, che basava il suo fatturato sui divi, si privilegiava il lavoro dei registi.
I primi film Warner a cui Huston lavorò erano di origine teatrale: Il sapore del delitto (1938), diretto da Anatole Litvak, e Figlia del vento (1938), un melodramma di ambientazione sudista su misura per Bette Davis, che con questa pellicola desiderava prendersi una rivincita su Via col vento (1939), per il quale non aveva ottenuto la parte di Rossella. Tra i lavori successivi, assume un'importanza fondamentale Una pallottola per Roy (1941), che permise a Humphrey Bogart il salto di qualità e gli diede la patente di protagonista.

### Regista
Proprio il talento dimostrato con quest'ultima sceneggiatura gli diede l'opportunità di realizzare il primo film come regista. Il mistero del falco (1941), dal romanzo di Dashiell Hammett Il falcone maltese che era già stato portato sullo schermo nel 1931 (The Maltese Falcon) e nel 1936 (Satan Met a Lady), ma senza successo. Huston ne preparò una sceneggiatura straordinariamente fedele all'originale e Jack Warner affidò a lui stesso la regia, assegnandogli però un budget limitato. Il film venne pertanto realizzato tutto in interni, e senza nessun divo di primissimo piano, ma proprio l'oculatezza di Huston nella scelta degli attori (a parte il già noto Bogart, anche la dark lady Mary Astor, Peter Lorre, Sydney Greenstreet e suo padre Walter Huston in un piccolo ruolo non accreditato nei titoli) e la sua inaspettata capacità nel dirigerli e nell'ideare le scene faranno de Il mistero del falco un cult movie per almeno tre generazioni di cinefili.

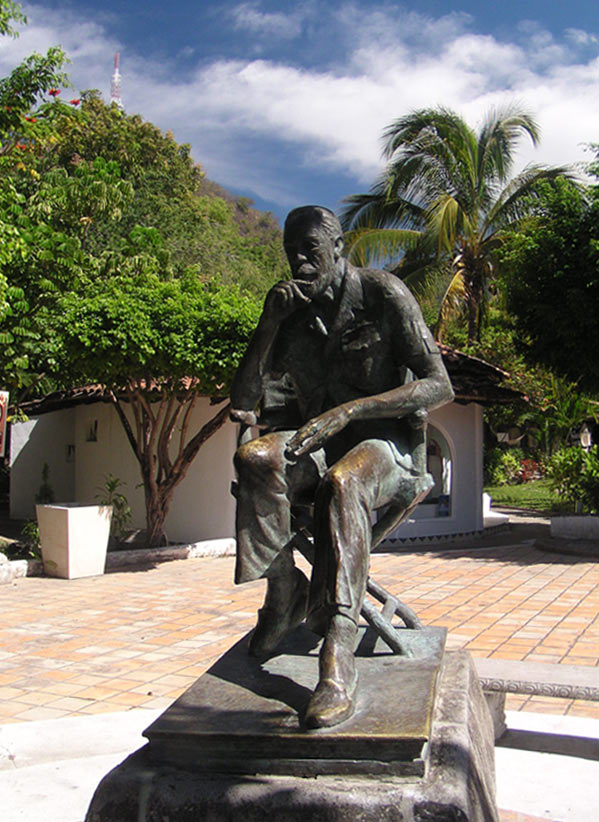
Statua di John Huston a Puerto Vallarta in Messico

Il successo del film sorprese gli stessi dirigenti della casa cinematografica, che si affrettarono ad annunciarne un sequel, che però non verrà mai realizzato. La seconda regia che gli venne affidata fu un film ad alto costo, In questa nostra vita (1942) con Bette Davis, Olivia de Havilland e George Brent. Seguì Agguato ai tropici (1942), che vide riunito buona parte del cast de Il mistero del falco. Proprio qualche giorno prima del termine delle riprese, il regista ricevette una convocazione urgente dall'esercito (da cui si era congedato con il grado di tenente) che lo richiamava in servizio.
Al seguito delle forze alleate, Huston realizzò tre documentari di propaganda bellica, uno dei quali girato nelle Isole Aleutine, e uno (The Battle of San Pietro) girato in Italia. Questo film risultò talmente realistico e impressionante, che le autorità militari ne vietarono la proiezione. Solo grazie all'interessamento del generale Marshall verrà poi concessa l'autorizzazione. Il terzo documentario, girato in un ospedale psichiatrico militare, fu proibito per lo stesso motivo: non verrà mai proiettato e oggi è liberamente ottenibile, assieme agli altri due documentari precedenti, sul sito archive.org.
Tornato in patria, si dedicò alla trasposizione cinematografica del romanzo dello scrittore B. Traven, Il tesoro della Sierra Madre, girando l'omonima pellicola (1948) nella quale Bogart ebbe l'opportunità di dimostrare nuovamente le proprie capacità di grande attore e, subito dopo, L'isola di corallo (1948), in cui lo stesso attore fu affiancato dalla giovanissima moglie Lauren Bacall. Nel 1950 fu il turno di Giungla d'asfalto, da molti giudicato il suo capolavoro, al quale fecero seguito grandi successi quali La regina d'Africa (1951), Moulin Rouge (1952) e Moby Dick (1956). Poco successo ottenne invece Il tesoro dell'Africa (1953). Nel cast de Gli spostati (1960), Huston riunì Marilyn Monroe, Clark Gable e Montgomery Clift. Per i primi due, questo film sarà l'ultimo della carriera, in quanto i due attori andranno subito dopo incontro a una prematura morte.
Nel 1966 il produttore Dino De Laurentiis gli affidò la direzione di La Bibbia, kolossal girato in Italia e basato sulla Genesi che però, a fronte degli enormi investimenti, si rivelò un fallimento sia sul piano commerciale che artistico. Ne La Bibbia, Huston si ritagliò la significativa parte del patriarca Noè, inizialmente offerta a Charlie Chaplin e ad Alec Guinness. Dopo alcuni film girati in Europa, tornò negli Stati Uniti nel 1972 per realizzare un altro film amato dai critici e dai cinefili: si tratta di Città amara, un film sul mondo del pugilato che affronta il tema dalla parte dei perdenti.
Al costoso progetto tratto da Kipling e intitolato L'uomo che volle farsi re (1975), fece seguito un periodo di inattività dovuto a problemi di salute e a un intervento per l'impianto di un pacemaker. Tra le ultime opere della sua carriera, sono da ricordare Fuga per la vittoria (1981) e L'onore dei Prizzi (1985), che farà guadagnare a sua figlia Anjelica un Oscar, analogamente a quanto era capitato nel 1948 con Il tesoro della Sierra Madre a suo padre Walter. Nel 1987 girò il suo ultimo film The Dead - Gente di Dublino tratto dal racconto I morti di James Joyce. Il film, acclamato dalla critica, diventò quindi il suo testamento spirituale.

### Attore
L'esordio di Huston come attore risale all'età di soli tre anni quando, vestito da Zio Sam, uscì da una scatola e declamò in pubblico la filastrocca Yankee Doodle. Bisognerà aspettare altri sedici anni per vederlo nuovamente recitare, questa volta come professionista, in un teatro di New York. Nel cinema, accanto ai ruoli di attore che si ritagliò spesso nei propri film, sono da ricordare le sue partecipazioni a Il cardinale (1963) di Otto Preminger e a Chinatown (1974) di Roman Polański.
Nel 1941 fu candidato all'Oscar alla miglior sceneggiatura non originale con il film Il mistero del falco, il cupo noir in cui si affermò per uno stile crudo e asciutto, e nuovamente nel 1948 per Il tesoro della Sierra Madre. Alla morte del suo amico Humphrey Bogart, a Huston toccò il compito di preparare un discorso funebre in suo onore, dopo il rifiuto di Spencer Tracy che temeva di emozionarsi troppo.
Nel 1973 comparve come Legislatore, voce narrante che apre Anno 2670 - Ultimo atto di J. Lee Thompson. Nel 1978 fu il protagonista de Il triangolo delle Bermude, thriller fantascientifico diretto da René Cardona jr. e girato con scarse risorse. Huston era anche un discreto pittore: creò nel 1982 la rappresentazione grafica per Château Mouton Rothschild.
È sepolto all'Hollywood Forever Cemetery a Hollywood, California.

## Filmografia

### Sceneggiatore
- La sposa nella tempesta (A House Divided), regia di William Wyler (1931)
- Il dottor Miracolo (Murders of Rue Morgue), regia di Robert Florey (1932)
- Law and Order, regia di Edward L. Cahn (1932)
- Il sapore del delitto (The Amazing Dr. Clitterhouse), regia di Anatole Litvak (1938)
- Figlia del vento (Jezebel), regia di William Wyler (1938)
- Il conquistatore del Messico (Juarez), regia di William Dieterle (1939)
- Un uomo contro la morte (Dr. Ehrlich's Magic Bullet), regia di William Dieterle (1940)
- Il sergente York (Sergeant York), regia di Howard Hawks (1941)
- Una pallottola per Roy (High Sierra), regia di Raoul Walsh (1941)
- L'idolo cinese (Three Strangers), regia di Jean Negulesco (1946)

### Regista
- Il mistero del falco (The Maltese Falcon) (1941)
- In questa nostra vita (In This Our Life) (1942)
- Agguato ai tropici (Across the Pacific) (1942)
- Vittoria tunisina (Tunisian Victory) (1944) - documentario, co-regia con Hugh Stewart, Anthony Veiller, Frank Capra
- The Battle of San Pietro (1945) - documentario
- Il tesoro della Sierra Madre (The Treasure of the Sierra Madre) (1948)
- L'isola di corallo (Key Largo) (1948)
- Stanotte sorgerà il sole (We Were Strangers) (1949)
- Giungla d'asfalto (The Asphalt Jungle) (1950)
- La prova del fuoco (The Red Badge of Courage) (1951)
- La regina d'Africa (The African Queen) (1951)
- Moulin Rouge (1952)
- Il tesoro dell'Africa (Beat the Devil) (1953)
- Moby Dick, la balena bianca (1956)
- L'anima e la carne (Heaven Knows, Mr. Allison) (1957)
- Il barbaro e la geisha (The Barbarian and the Geisha) (1958)
- Le radici del cielo (The Roots of Heaven) (1958)
- Gli inesorabili (The Unforgiven) (1960)
- Gli spostati (The Misfits) (1960)
- Freud - Passioni segrete (The Secret Passion) (1962)
- I cinque volti dell'assassino (The List of Adrian Messenger) (1963)
- La notte dell'iguana (Night of the Iguana) (1964)
- La Bibbia (The Bible: In The Beginning) (1966)
- James Bond 007 - Casino Royale (Casino Royale) (1967) - co-regia con Ken Hughes, Val Guest, Robert Parrish e Joseph McGrath
- Riflessi in un occhio d'oro (Reflections in a Golden Eye) (1967)
- La forca può attendere (Sinful Davey) (1969)
- Di pari passo con l'amore e la morte (A Walk with Love and Death) (1969)
- Lettera al Kremlino (The Kremlin Letter) (1970)
- Città amara - Fat City (Fat City) (1972)
- L'uomo dai 7 capestri (The Life and Times of Judge Roy Bean) (1972)
- L'agente speciale Mackintosh (The Mackintosh Man) (1973)
- L'uomo che volle farsi re (The Man Who Would Be King) (1975)
- La saggezza nel sangue (Wise Blood) (1979)
- Fobia (Phobia) (1980)
- Fuga per la vittoria (Victory) (1981)
- Annie (1982)
- Sotto il vulcano (Under the Volcano) (1984)
- L'onore dei Prizzi (Prizzi's Honor) (1985)
- The Dead - Gente di Dublino (The Dead) (1987)

### Attore
- Il cardinale (The Cardinal), regia di Otto Preminger (1963)
- I cinque volti dell'assassino (The List of Adrian Messenger), regia di John Huston (1963)
- La Bibbia (The Bible: In The Beginning), regia di John Huston (1966)
- James Bond 007 - Casino Royale (Casino Royale), regia di John Huston, Val Guest, Ken Hughes, Joseph McGrath e Robert Parrish (1967)
- Candy e il suo pazzo mondo (Candy), regia di Christian Marquand (1968)
- De Sade, regia di Cy Endfield (1969)
- La spina dorsale del diavolo (The Deserter), regia di Niksa Fulgozi & Burt Kennedy (1970)
- Uomo bianco, va' col tuo dio! (Man in the Wilderness), regia di Richard C. Sarafian (1971)
- L'uomo dai 7 capestri (The Life and Times of Judge Roy Bean), regia di John Huston (1972)
- Anno 2670 - Ultimo atto (Battle for the Planet of the Apes), regia di Jack Lee Thompson (1973)
- Chinatown, regia di Roman Polański (1974)
- 10 secondi per fuggire (Breakout), regia di Tom Gries (1975)
- Il vento e il leone (The Wind and the Lion), regia di John Milius (1975)
- Sherlock Holmes a New York (Sherlock Holmes in New York), regia di Boris Sagal (1976)
- Tentacoli, regia di Ovidio G. Assonitis (1977)
- Angela, regia di Boris Sagal (1978)
- Il grande attacco, regia di Umberto Lenzi (1978)
- Il triangolo delle Bermude, regia di René Cardona Jr. (1978)
- Stridulum, regia di Giulio Paradisi (1979)
- Nel mirino del giaguaro (Jaguar Lives!), regia di Ernest Pintoff (1979)
- Rebus per un assassinio (Winter Kills), regia di William Richert (1979)
- La saggezza nel sangue (Wise Blood), regia di John Huston (1979)
- Momo, regia di Johannes Schaaf (1986)
- Alfred Hitchcock presenta (Alfred Hitchcock Presents), regia di Steve De Jarnatt (1986)
- Mister Corbett's Ghost, regia di Danny Huston (1987) Film TV
- L'altra faccia del vento (The Other Side of the Wind), regia di Orson Welles (2018)

## Riconoscimenti
- Premio Oscar
  - 1941 – Candidatura alla migliore sceneggiatura originale per Un uomo contro la morte
  - 1942 – Candidatura alla migliore sceneggiatura per Il mistero del falco
  - 1942 – Candidatura alla migliore sceneggiatura originale per Il sergente York
  - 1949 – Miglior regista per Il tesoro della Sierra Madre
  - 1949 – Migliore sceneggiatura per Il tesoro della Sierra Madre
  - 1951 – Candidatura al miglior regista per Giungla d'asfalto
  - 1951 – Candidatura alla miglior sceneggiatura per Giungla d'asfalto
  - 1952 – Candidatura al miglior regista per La regina d'Africa
  - 1952 – Candidatura alla miglior sceneggiatura per La regina d'Africa
  - 1953 – Candidatura al miglior regista per Moulin Rouge
  - 1953 – Candidatura al miglior film per Moulin Rouge
  - 1958 – Candidatura alla migliore sceneggiatura non originale per L'anima e la carne
  - 1964 – Candidatura al miglior attore non protagonista per Il cardinale
  - 1976 – Candidatura alla migliore sceneggiatura non originale per L'uomo che volle farsi re
  - 1986 – Candidatura al miglior regista per L'onore dei Prizzi

- Golden Globe
  - 1949 – Miglior regista per Il tesoro della Sierra Madre
  - 1951 – Candidatura alla miglior regista per Giungla d'asfalto
  - 1951 – Candidatura alla migliore sceneggiatura per Giungla d'asfalto
  - 1963 – Candidatura al miglior regista per Freud - Passioni segrete
  - 1964 – Miglior attore non protagonista per Il cardinale
  - 1965 – Candidatura al miglior regista per La notte dell'iguana
  - 1975 – Candidatura al miglior attore non protagonista per Chinatown
  - 1986 – Miglior regista per L'onore dei Prizzi

## Doppiatori italiani
Nelle versioni in italiano dei film in cui partecipa come attore, John Huston è stato doppiato da:
- Roberto Bertea in  Lettera al Kremlino, L'uomo dai 7 capestri, Il vento e il leone
- Sergio Fiorentini in Chinatown, Tentacoli, Stridulum
- Giorgio Capecchi in Il cardinale
- Arnoldo Foà in La Bibbia
- Oreste Lionello in James Bond 007 - Casino Royale
- Emilio Cigoli in Uomo bianco, va' col tuo dio!
- Antonio Guidi in Il grande attacco
- Bruno Persa in Il triangolo delle Bermude
- Roberto Villa in Nel mirino del giaguaro
- Sergio Graziani in Rebus per un assassinio
- Renato Mori in Alfred Hitchcock presenta
- Sergio Tedesco in Momo

Da doppiatore è sostituito da: 
- Romano Ghini in Taron e la pentola magica